# Panin Boakye
Panin Mensa Boakye (sinh ngày 2 tháng 3 năm 1995) là một cầu thủ bóng đá người Ghana thi đấu cho Vizela.

## Sự nghiệp câu lạc bộ
Anh ra mắt chuyên nghiệp tại Giải bóng đá hạng nhất quốc gia Bồ Đào Nha cho Marítimo B vào ngày 31 tháng 8 năm 2014 trong trận đấu trước Olhanense.